# Síndrome del opérculo torácico
El síndrome del opérculo torácico o síndrome del desfiladero toracobraquial (SOT) es un síndrome consistente en la compresión a la altura de la salida torácica, de un sistema neuro-vascular, que pasa entre el escaleno anterior y el medio. Puede afectar el plexo braquial (nervios que pasan del cuello a los brazos) y/o la arteria y vena subclavia (entre el pecho y las extremidades superiores).

## Etiología

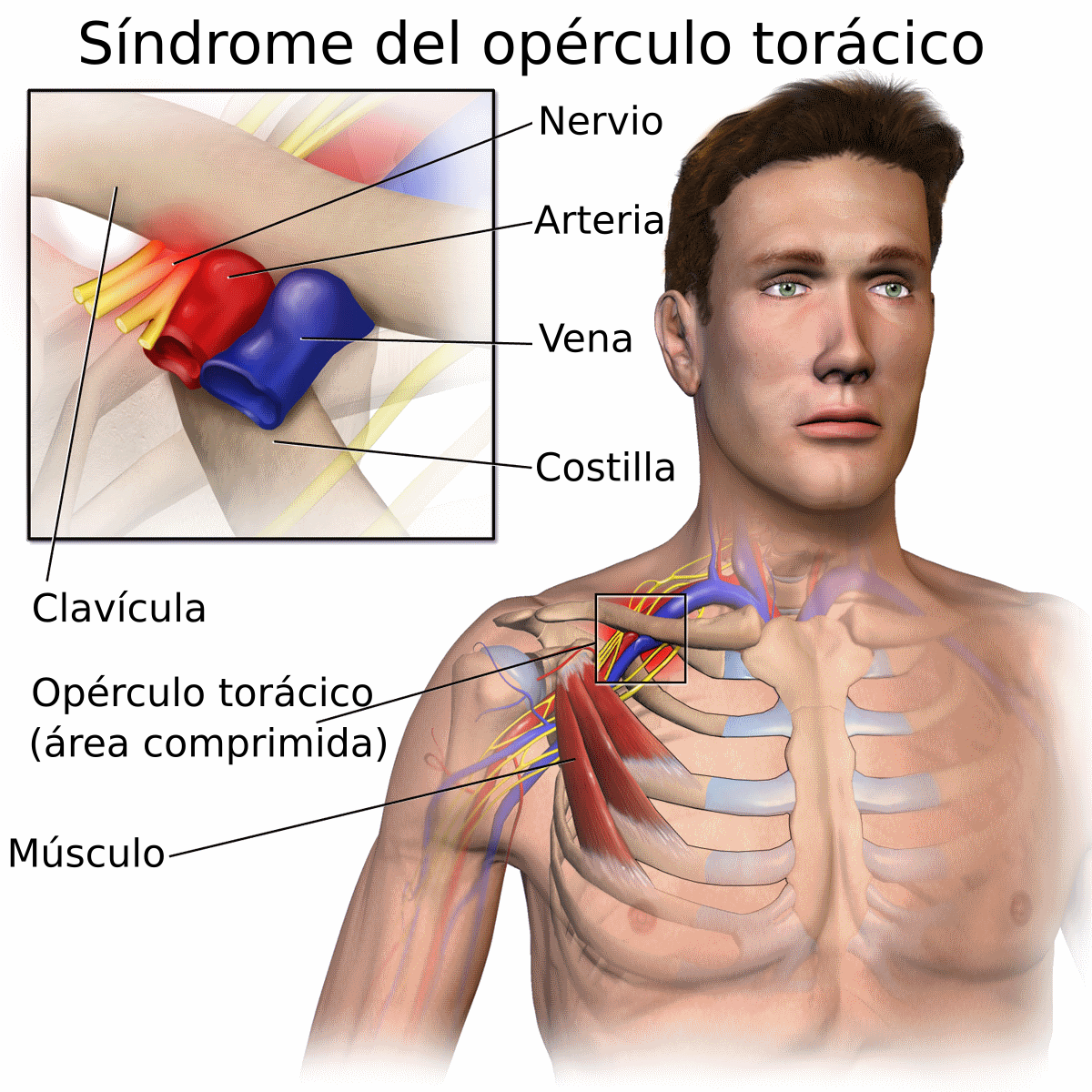
Síndrome del opérculo torácico

La compresión puede depender de la postura (causada por el movimiento de la clavícula y el hombro) o ser permanente, causada por anomalías o estiramientos en los diversos músculos que rodean arterias, venas y plexo braquial.

## Clasificación

### Según sistema afectado
Pueden estar afectados los sistemas arterial, venoso o nervioso. En principio, pueden estar afectados todos ellos simultáneamente pero suele haber uno predominante. Según cual se clasifica la SOT en venosa, arterial o neurológica.

### Según origen de la compresión
Las siguientes estructuras pueden ser las culpables de la compresión:

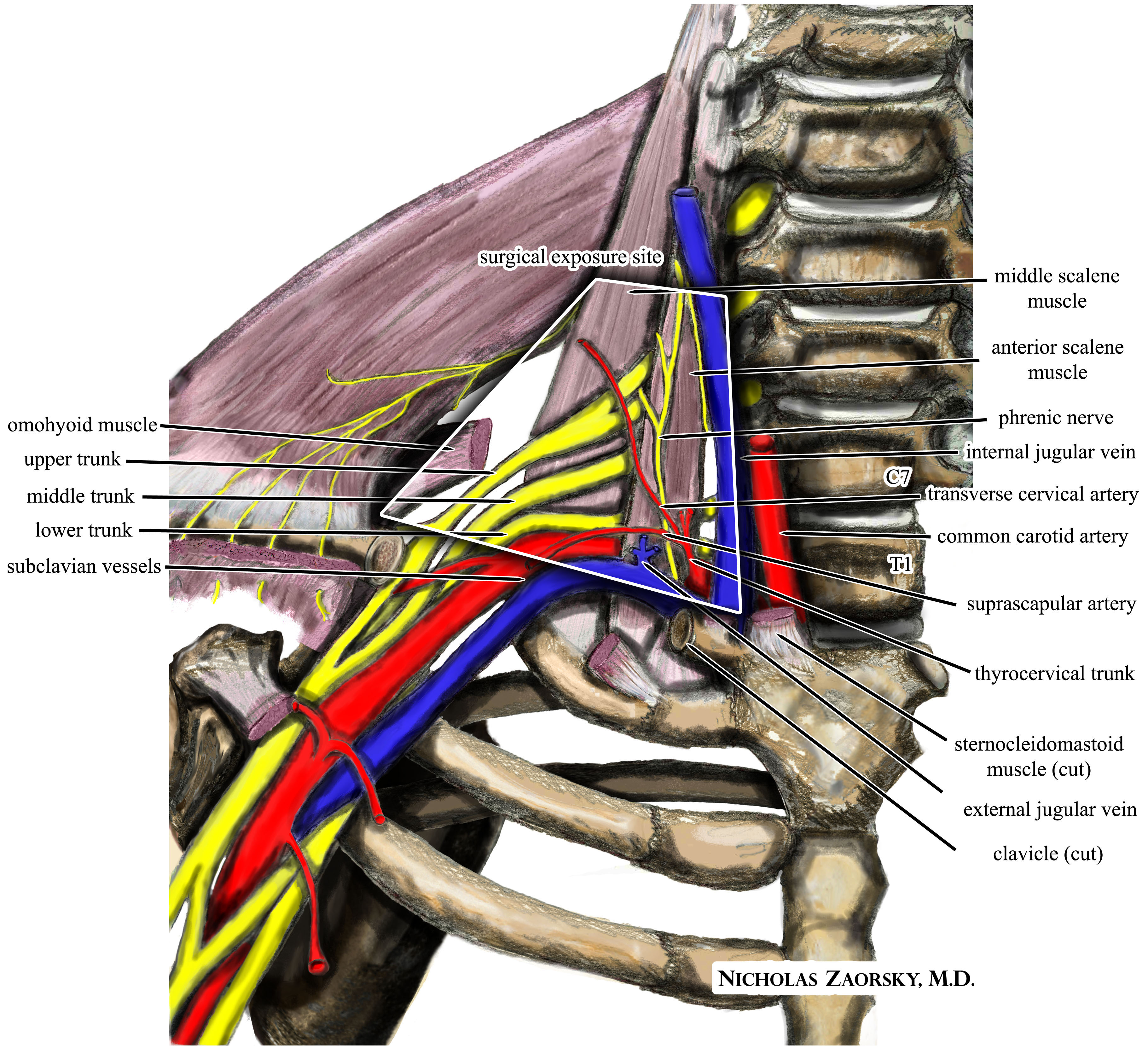
Anatomía del plexo braquial.

- escaleno
- clavícula
- costillas cervicales

## Diagnóstico
Para diagnosticar el síndrome del opérculo torácico, se puede llevar a cabo la maniobra de Adson. Esta prueba, consiste en palpar el pulso radial, abducir el hombro noventa grados y realizar una rotación externa máxima del hombro. Posterior a esto rotar contralateralmente la cabeza del paciente acompañado de una inspiración profunda. Si el pulso radial desaparece completamente, y los síntomas referidos (paresias, parestesias, etc.), aparecen en el miembro superior, el hallazgo será positivo para el SOT.

## Tratamiento
Según la gravedad de la compresión podrá ir desde fisioterapia hasta una operación para eliminar la estructura compresora.